# Castro Pretorio (métro de Rome)
Castro Pretorio est une station de la ligne B du métro de Rome. Elle tient son nom de sa proximité avec l'antique Caserne de la Garde prétorienne qui a donné son nom au quartier de Castro Pretorio dans lequel elle est située.

## Situation sur le réseau
Établie en souterrain, la station Castro Pretorio  est située sur la ligne B du métro de Rome, entre les stations Policlinico, en direction de Rebibbia (B) ou Jonio (B1), et Termini, en direction de Laurentina.

## Histoire
La station a été inaugurée le 8 décembre 1990.

## À proximité
- La Castra praetoria
- La porta Pia
- La Bibliothèque nationale centrale de Rome
- Le Ministère des Infrastructures et des Transports (Italie)